# Plecia foersteri
Plecia oviformis, Plecia splendida
Espèce
Synonymes
- †Plecia oviformis Théobald, 1937
- †Plecia splendida Théobald, 1937

Plecia foersteri est une espèce fossile de mouche ou diptère de la famille des Bibionidae ou « mouches de Saint-Marc » (ou mouches noires), et du genre Plecia.

## Classification
L'espèce Plecia foersteri est décrite en 1937 par le paléontologue français Nicolas Théobald (1903-1981). 

### Fossiles
L'holotype C84 de l'ère Cénozoïque, et de l'époque Miocène et Oligocène (37,2 à 23,3 Ma) fait partie de la collection Mieg du musée de Bâle et vient de Kleinkembs dans le pays de Bade en Allemagne. 

### Répartition
Selon Paleobiology Database en 2023, il a treize collections référencées dont deux de l'Éocène supérieur ou Priabonien en France et onze de l'Oligocène, soit Rupélien et Chattien, dont neuf en France et deux en Allemagne. 

### Synonymes
Les deux espèces Plecia oviformis et Plecia splendida sont aussi décrites par Nicolas Théobald en 1937,,. Ces deux espèces sont déclarées synonymes en 2017 par John Skartveit et André Nel, et confirmé en 2021 par John Skartveit et Sonja Wedmann.
Deux cotypes de Plecia splendida sont conservés au Muséum national d'histoire naturelle de Paris. L'échantillon B23563 est aussi déclaré « figuré » de Plecia foersteri.

### Confirmation du genrePlecia
Cette espèce est confirmée dans le genre Plecia en 2017 par John Skartveit et André Nel et en 2021 par John Skartveit et Sonja Wedmann. 

### Étymologie
L'épithète spécifique foersteri est un hommage au paléoentomologiste allemand Bruno Förster (1852-1924).
L'épithète spécifique oviformis signifie en latin « en forme d'œuf ».

## Description

### Caractères
Diagnose de Nicolas Théobald en 1937, :

« Insecte au corps noir brunâtre, ailes jaunes, pattes brunes. Tête courte arrondie, légèrement étirée en pointe ; deux yeux composés latéraux, séparés ; antennes courtes, cordiformes, on voit neuf segments courts. Thorax de forme ovale, plus large que la tête ; mésonotum renflé, dépression en « U » bien marquée ; scutellum arrondi, métanotum court. Abdomen ovale, allongé en forme de fuseau, armure génitale représentée par deux pointes courtes. Pattes allongées, velues, fémurs renflés, tibias II et III avec 2 cils à l'extrémité ; tarses de cinq articles. le 1er est le plus long, les 2e et 4e courts, le 5e un peu plus long. Balanciers courts, massue sphérique, ailes dépassant longuement l'abdomen, jaunes, nervation de Plecia. ».

### Dimensions
La longueur du corps est de 7,5 mm ; les ailes ont une longueur de 6,5 mm.

### Affinités
Pour P. foersteri : 

« P. foersteri est une espèce bien caractérisée à laquelle il faut rapporter l'Insecte de Brunnstatt que Förster a décrit sous le nom de P. cf stygia. P. Försteri existe aussi dans le Sannoisien du Gard. ».

 
  
Pour P. oviformis : 

« P. Oviformis se rapproche par son aspect de P. cf lapidaria Heyd. du même gisement. mais il en diffère par les ailes plus longues et l'extrémité de l'abdomen qui est obtuse. Il rappelle aussi P. formicoides Oust. de Corent. ».

 
Pour P. splendida : 

« Cette espèce se distingue de P. Försteri par le thorax et l'abdomen plus étroits, ses ailes plus larges et plus longues par rapport au corps.
P. cf exposititia, décrit par Förster du gisement de Brunnstatt, appartient à cette espèce.
P. incerta Oustalet de Corent appartient peut-être à cette espèce.
P. splendida existe aussi dans le Sannoisien du Gard. ».

## Galerie
- Photos en 1937 par N. Théobald des fossiles.
- Plecia foersteri de la formation de Célas.
- Plecia oviformis de Kleinkembs.
- Plecia splendida Holotype de Célas.
- Plecia splendida cotype C81 de Célas.

- Holotype et cotype des synonymes.
- Plecia splendida Holotype femelle.
- Plecia splendida Cotype femelle.
- Plecia oviformis Holotype femelle.

- Cotypes de Plecia foersteri de Kleinkembs.

- Espèces vivantes du genre Plecia.
- Plecia heteroptera.
- Plecia imperialis.
- Plecia nearctica.
- Plecia nearctica.
- Plecia ruficollis.
- Plecia ruficollis.

### Publication originale
- [1937] Nicolas Théobald, « Les insectes fossiles des terrains oligocènes de France 473 p., 17 fig., 7 cartes,13 tables, 29 planches hors texte », Bulletin Mensuel de la Société des Sciences de Nancy et Mémoires de la Société des sciences de Nancy, Imprimerie G. Thomas,‎ 1937, p. 1-473 (ISSN 1155-1119 et 2263-6439, OCLC 786027547). .